# Marco Bueno
Marco Antonio Bueno Ontiveros (Culiacán, 31 de março de 1994) é um futebolista profissional mexicano que atua como atacante, atualmente defende o Chivas Guadalajara.

## Carreira
Marco Bueno fará parte do elenco da Seleção Mexicana de Futebol nas Olimpíadas de 2016.